# ドラムマシン

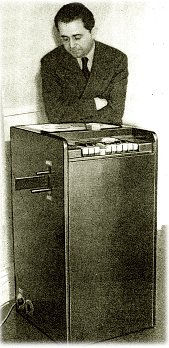
最初期のドラムマシンであるリズミコンとその発明者であるジョセフ・シリンガー

ドラムマシン (drum machine) は、ドラムパートを自動的に演奏させるために開発された電子楽器の一種。シンセサイザー、サンプラー、ならびにドラム、パーカッションなどのサンプリング音を再生する機能を有したシーケンサー。リズムマシンとも呼ばれる。
なお「リズムボックス」は、日本コロムビア（現：ディーアンドエムホールディングス）がかつて発売していたドラムマシンの商品名（登録商標）である。

## 歴史
歴史的に言うと、ローランド「TR-808」の登場により、利用者によるリズムのプログラムができるようになると、そうした機器を総称して「リズムマシン」と呼ばれるようになり、Linn Electronicsの「LinnDrum」などのサンプリング方式のリアルなドラム音源を使用した機種が登場すると、従来の「リズムマシン」との区別から「ドラムマシン」と呼ばれるようになった。
日本における最初の国産ドラムマシンは、1963年に京王技術研究所（現：コルグ）から発売されたドンカマチックである。演奏者のガイドとして便利だったため、高価であるにもかかわらず、一時期は多くのレコーディングスタジオに備品として導入されていた。現在も音楽業界で各種のリズム演奏機械や演奏時に聴くクリックを指す「ドンカマ」という呼称はここから生まれた。
その後、各社から続々と製品が発売され、PCM音源などの普及に伴い、より本物の楽器に似た音が出せるようになったことや、プログラミング部分の進化により、多くの音色や演奏パターンの切り替えが可能になったこと、さらに低価格化などにより、デモ録音などの用途でも、プロ・アマチュアを問わず広く用いられるようになった。
また、電子楽器特有の音色（いわゆる「ピコピコ・サウンド」）を活かして、本番用の楽器としてテクノポップなどのジャンルで使われるようになる。テクノポップやデトロイト・テクノなどのテクノミュージックの初期、ニュー・ウェイヴやブラック・コンテンポラリーなどにおいて、安価でかつリズムパターンのループを容易に作れるドラムマシンは多用された。
同様の理由でヒップホップにおいても、サンプリングが可能なドラムマシンのAKAI「MPC-60」や、E-MU「SP1200」は定番機材となった。また、DJが曲をスムーズにつなぐために使用するなどの使い方もされるようになる。
以降は、機種の進化と多様化により、打楽器的な音だけでなく、はっきりした音程を持ち旋律を演奏できる音源や、サンプラーも搭載している機種が増え、制御部の高機能化もあって、シーケンサーとの区別が曖昧になってきている。

## 構造
大きく分けると、音源部分と、それらが音を出したり止めたりするのを制御する部分に分かれる。
音源は、アナログ音源やサンプリング音源など、機種によってさまざまである。
制御する部分の設定方法もさまざまで、どの拍でどの音をどのように出すかをひとつひとつ設定していく方法（ステップレコーディング）や、あらかじめ音に対して割り当ててあるボタンを押すタイミングを記録していく方法（リアルタイムレコーディング）、あらかじめ決められたリズムパターンを選択するだけの方法などがある。また、MIDIや機種ごとの専用ケーブルで他の機器と情報をやり取りして互いに制御できるようになっている製品も多い。
初期のものは、アナログ音源で、タイミング（時間軸）は円盤にリズムパターンがアナログで、起動条件がデジタル（ON/OFFの接点）でハードコーディングされており、それを選択して演奏する方式であった。

## 主な機種
- AKAI professional
- 京王技術研究所 ドンカマチック
- 日本コロムビア リズムボックス
- ローランド・TR-808
- ローランド・TR-909
- ヤマハ・RXシリーズ
- ヤマハ・RYシリーズ
- コルグ・ELECTRIBEシリーズ
- Gibson Maestro Rhythm King MRK-2